# Градиштеа (Долж)
Градиштеа (рум. Grădiștea) насеље је у Румунији у округу Долж у општини Гречешти. Oпштина се налази на надморској висини од 221 m.

## Становништво
Према подацима из 2002. године у насељу је живело 190 становника, од којих су сви румунске националности.